# Hrabstwo Fannin (Teksas)

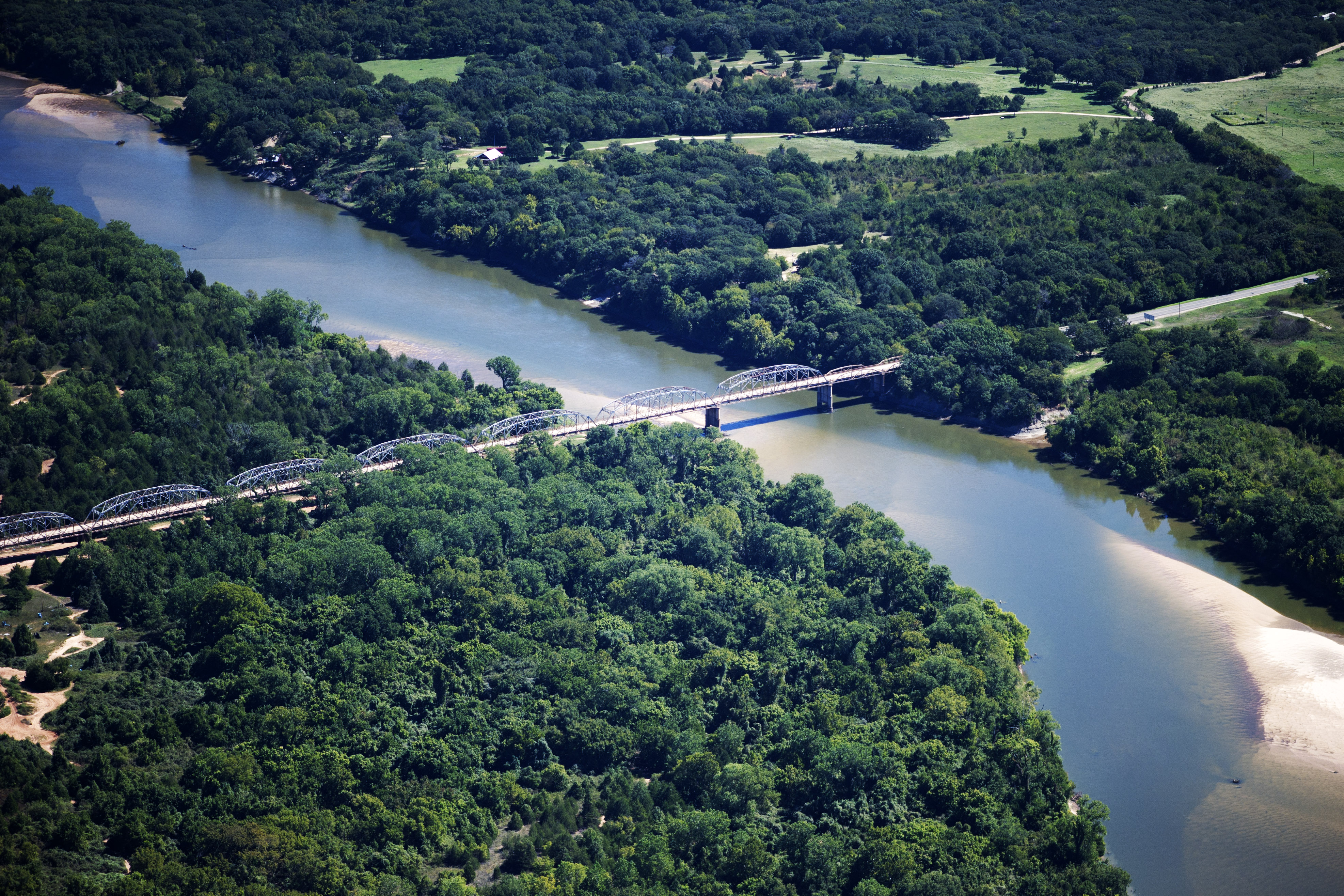
Zabytkowy most nad Red River

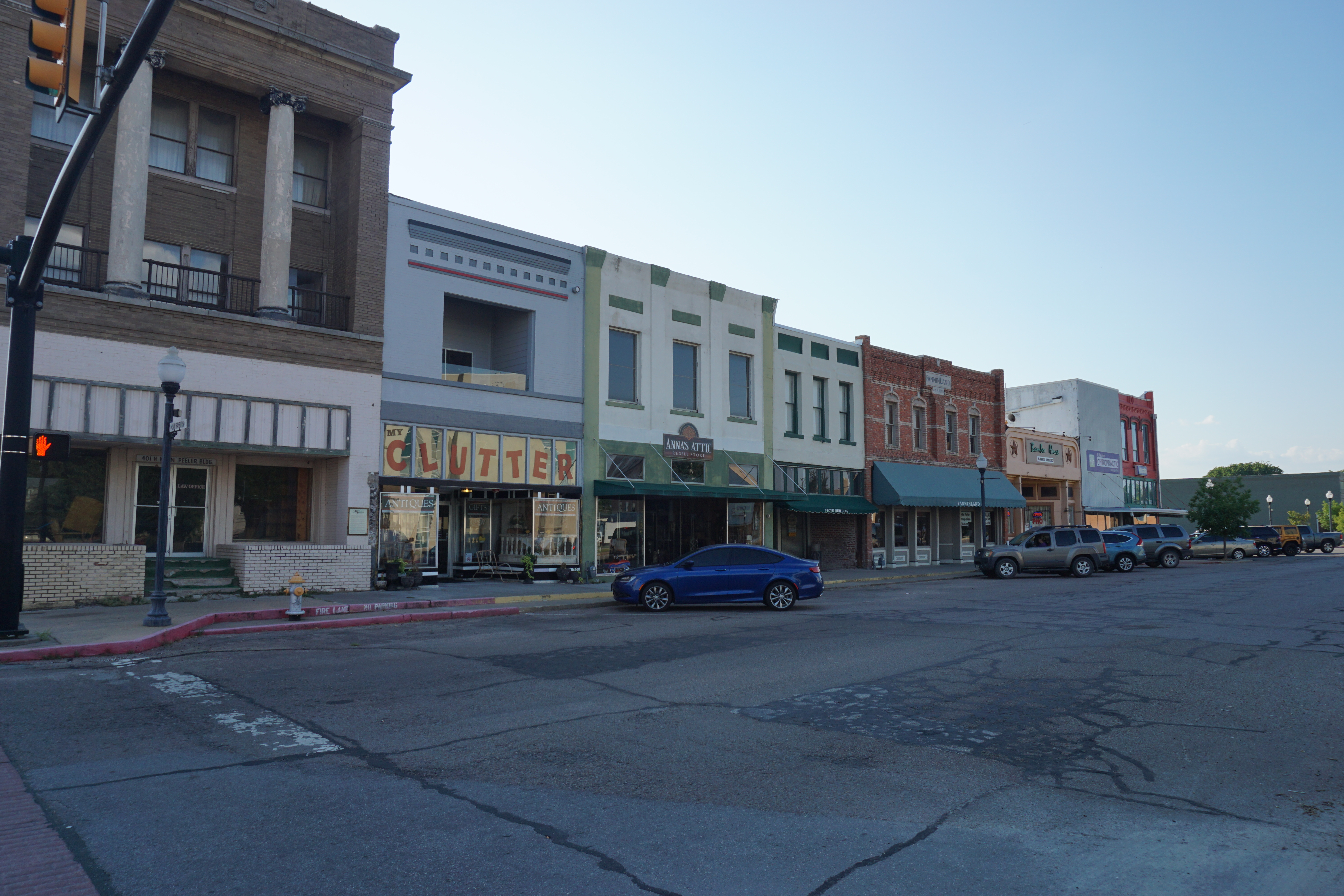
Centrum Bonham

Hrabstwo Fannin – hrabstwo położone w USA, w stanie Teksas, w sąsiedztwie aglomeracji Dallas–Fort Worth, przy granicy ze stanem Oklahoma. Według danych z 2023 roku liczy 37,6 tys. mieszkańców. Siedzibą hrabstwa jest miasto Bonham.

## Gospodarka
Średni dochód gospodarstwa domowego (dane z 2022) w hrabstwie wynosi 65 835 dolarów, zaś dochód na mieszkańca 33 481 dolarów. 13,7% mieszkańców żyje poniżej relatywnej granicy ubóstwa.
- uprawa darni (12. miejsce w stanie)[2]
- uprawa drzewek świątecznych (19. miejsce)[2]
- sadownictwo (19. miejsce)[2]
- uprawa pszenicy, kukurydzy (26. miejsce), soi i bawełny[2][3][4]
- produkcja siana[2]
- hodowla bydła, koni, owiec, kóz, drobiu i trzody chlewnej[2][3]
- przemysł mleczny[4].

## Sąsiednie hrabstwa
- Hrabstwo Bryan, Oklahoma (północ)
- Hrabstwo Lamar (wschód)
- Hrabstwo Delta (południowy wschód)
- Hrabstwo Hunt (południe)
- Hrabstwo Collin (południowy zachód)
- Hrabstwo Grayson (zachód)

## Miasta
- Bailey
- Bonham
- Dodd City
- Ector
- Honey Grove
- Ladonia
- Leonard
- Ravenna
- Savoy
- Trenton
- Whitewright
- Windom

## Demografia
Według danych pięcioletnich z 2022 roku, 85,6% mieszkańców stanowili biali (77% nie licząc Latynosów), 12,6% to Latynosi, 6% to czarni lub Afroamerykanie, 5,7% było rasy mieszanej, 0,4% deklarowało pochodzenie azjatyckie, 0,4% stanowiła rdzenna ludność Ameryki i 0,06% pochodziło z wysp Pacyfiku.

## Religia
Członkostwo w 2020 roku:

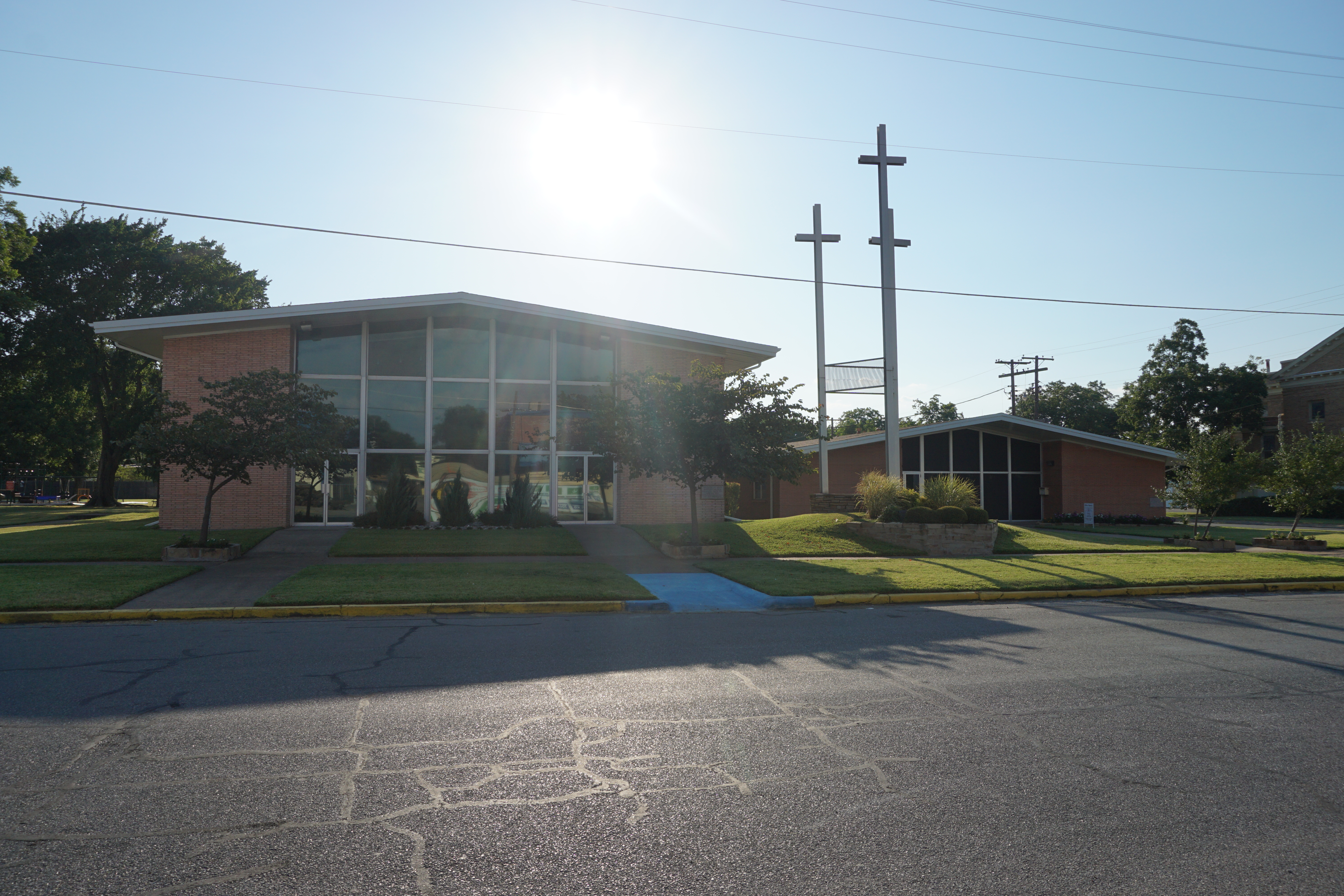
Kościół baptystyczny w Bonham

- ewangelikalni – ponad 40% (w większości baptyści, ale także zielonoświątkowcy, bezdenominacyjni, campbellici i inni)
- metodyści – 4,4%
- katolicy – 3,1%
- liberalni prezbiterianie – 0,93%
- mormoni – 0,92%
- świadkowie Jehowy – 0,61%.